# Eric Lugosch
Eric Lugosch (* in Philadelphia, Pennsylvania) ist ein US-amerikanischer Fingerstyle-Gitarrist.

## Biografie
Eric Lugosch wuchs in einem musikalischen Elternhaus auf. Seine Mutter war französischer Abstammung, arbeitete als Sängerin während des Krieges in einem Nachtclub und sang auch viel und gerne zu Hause. Als Jüngster mehrerer Kinder erlebte er die Musik der 1960er Jahre durch die Musik, die seine Geschwister hörten. Lugosch begann schon früh im Chor zu singen, er war Mitglied des Philadelphia Boys Choir, mit dem er schon als Kind auf Europatournee ging.
Lugosch begann mit dem Gitarrenspiel im Alter von 12 Jahren, indem er heimlich auf der Gitarre seines Bruders übte. Er begann mit den Blues-Gitarristen Reverend Gary Davis und Mississippi John Hurt. Von Anfang an schrieb er Lieder und Instrumentalstücke und wollte Musiker werden. Die klassische Gitarre lag ihm nicht, deshalb schrieb er sich für Gesang an der Temple University's Music School ein und lernte Komposition. Die Gitarre ließ er jedoch nicht fallen, und mit 21 Jahren trat er das erste Mal öffentlich als Gitarrist auf.
1983 nahm er das erste Mal teil am US-amerikanischen National Fingerpicking Championship in Winfield, Kansas, und errang den dritten Platz. Dies bestärkte ihn darin, es im nächsten Jahr, 1984, wieder zu versuchen, und dieses Mal gewann er den unter amerikanischen Fingerpicking-Gitarristen begehrten Preis. Auch in den folgenden Jahren nahm er wiederholt teil und gelangte auch 1986 und 1992 unter die ersten drei. Später war er Mitglied der Jury des Wettbewerbs.
1985 veröffentlichte er im Eigenverlag sein erstes Album Strike, eine Jazz-orientierte Suite für Gitarre, Flöte und Bass. Das Album erlangte eine gewisse Bekanntheit und wurde vom US-amerikanischen Unterhalter Aaron Freeman in seiner Talkshow als Abspannmusik eingesetzt.
Lugosch zog nach Milwaukee und gab Unterricht am Wisconsin Conservatory of Music. 1988 zog er nach Chicago und unterrichtete dort 14 Jahre lang an der Old Town School of Folk Music. 1989 veröffentlichte er seine zweite Platte, I Wanna Know, ebenfalls im Selbstverlag. Sein drittes Album, Making Models wurde schließlich 1994 bei Waterdog Records veröffentlicht. 1997 wechselte er zum deutschen Label Acoustic Music Records und veröffentlichte seine CD Black Key Blues, die ihm internationale Anerkennung einbrachte. Bei Acoustic Music Records erschienen zwei weitere Alben, 1999 Kind Heroes und 2004 New Tradition.
Lugosch hat für Taj Mahal, Doc Watson, John Prine, Leon Redbone und David Bromberg eröffnet, spielt internationale Konzerte – in Deutschland etwa auf Peter Fingers International-Guitar-Night – und veranstaltet Workshops unter anderem in den USA, in Japan, Ungarn, Deutschland und Italien. Er hat Kolumnen in verschiedenen Gitarrenmagazinen geschrieben. Für junge Musiker ist er ein Mentor und Begleiter auf ihrem Weg in die Musikszene.
Lugosch lebt in Evanston, Illinois, ist Privatlehrer für Gitarre und Komposition und arbeitet an neuen Kompositionen. Sein im Jahr 2007 abgeschlossenes Projekt, die Musik von Rev. Gary Davis, wurde im Dezember 2008 unter dem Titel Revision – The Music of Gary Davis veröffentlicht.

## Einflüsse und Spielweise
Als Haupteinflüsse nennt Lugosch die Gitarristen Duck Baker und Rolly Brown.
Weitere Einflüsse sind die Gitarristen Pat Donahue und Phil Heywood. Besonderen und auf Lugoschs Veröffentlichungen deutlich hörbaren Einfluss auf sein Spiel hat Leo Kottke, den er in den späten 1970ern das erste Mal in einem Konzert sah.
Lugoschs Kompositionen zeigen seine Erfahrung und Ausbildung in Orchestermusik. Besonderes Augenmerk legt er auf Motive und Melodielinien, die einen integralen Bestandteil seines Schaffensprozesses sind. Ungewöhnliche und spritzige Basslinien, jazzige Harmonisierungen und überraschende Variationen sind ein Markenzeichen seines Stils. Lugosch geht sehr analytisch an die Ausgestaltung der verschiedene Teile eines Stückes heran. Diese Herangehensweise wendet er vor allem auf Stücke in der Tradition der amerikanischen Blues- und Ragtimemusik an, denen er damit neue Aspekte verleiht.
Seine Stücke präsentiert er auf hohem technischen Niveau und in einer lockeren, erdverbundenen Art, mit der er während seiner Konzerte ständig den Kontakt mit seinen Zuhörern sucht. Seine Zurückhaltung gegenüber technischen und spielerischen Effekten stellt die Musik in den Vordergrund.

## Gitarren und technische Ausrüstung
1994 spielte Lugosch eine John Arnold Custom-Gitarre und ein Jenny Craig-Modell von Martin Guitars. Später war er Repräsentant für Dana Bourgeois Guitars und spielte deren Martin Simpson-Modell. Heute spielt er unter anderem eine Lakewood A-32 Custom und eine Abbey-Gitarre von Kevin Ryan Guitars.

## Diskografie
- Strike – 1985 (Eric Lugosch)
- I Wanna Know – 1989 (Eric Lugosch)
- Making Models – 1994 (Waterdog Records)
- Black Key Blues – 1997 (Acoustic Music Records)
- Kind Heroes – 1999 (Acoustic Music Records)
- New Tradition – 2004 (Acoustic Music Records)

## Bücher, Noten
- Black Key Blues – 1998 (Acoustic Music Records). ISBN 3-931453-22-7